# Giuseppe Serpotta

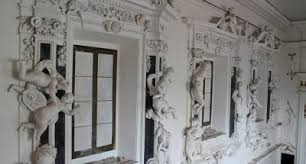
Interno dell'oratorio di San Mercurio. Trabajaba junto a su hermano Giacomo.

Giuseppe Serpotta (1653-1719) era un escultor italiano de origen siciliano, el hermano del también escultor Giacomo Serpotta (1652-1732), en la parte artística han trabajado juntos e incluso con otros artistas.

## Obras
En Palermo están sus obras como por ejemplo:
Oratorio del Carminello
Iglesia de la Carmina Mayor
Iglesia de Sant’Orsola
Oratorio de San Giuseppe de Falegnami
Iglesia del Gesù a Casa Professa
Oratorio del Sabato a Casa Professa
Oratorio de San Mercurio
- Datos: Q2700920